# Seegefecht bei Ulsan
Port Arthur (Seeschlacht) – Tschemulpo – Yalu – Nanshan – Te-li-ssu – Hitachi-Maru-Vorfall – Motien-Pass – Tashihchiao – Hsimucheng – Port Arthur (Belagerung) – Gelbes Meer – Ulsan – Korsakow – Liaoyang – Shaho – Sandepu – Mukden – Tsushima – Sachalin
Das Seegefecht bei Ulsan (jap. 蔚山沖海戦, Urusan-oki kaisen; engl. Battle off Ulsan) am 1. Augustjul. / 14. August 1904greg., auch als Seeschlacht im Japanischen Meer bekannt, war ein Gefecht, vier Tage nach der russischen Niederlage in der Seeschlacht im Gelben Meer, zwischen zwei Panzerkreuzergeschwadern im Russisch-Japanischen Krieg, das ebenfalls mit einem japanischen Sieg endete.

## Vorgeschichte
Nachdem das in Wladiwostok stationierte russische Kreuzergeschwader, bestehend aus den Panzerkreuzern Rossija (1896), Gromoboi (1899) und der veralteten Rurik (1892) sowie dem geschützten Kreuzer Bogatyr (1901) in den ersten Kriegsmonaten mehrfach japanische Schiffe angegriffen und im Juni zwei Truppentransporter versenkt hatte, stationierte die japanische Marineleitung vier Panzerkreuzer und vier geschützte Kreuzer unter Vizeadmiral Kamimura Hikonojo in der Koreastraße, um weitere Unternehmungen zu verhindern.
Die in Wladiwostok liegenden russischen Schiffe hatten sich mit dem aus Port Arthur kommenden Ersten Pazifik-Geschwader bei dessen Ausbruchsversuch vereinigen sollen, waren aber nicht marschbereit, als der Befehl dazu am 11. August eintraf, da ein sechs Tage vorher aus Port Arthur eingegangenes Telegramm von Admiral Withöft dessen Absicht kundgetan hatte, in Port Arthur zu bleiben, und Withöft sich erst danach und auf direkten Befehl des Zaren zum Ausbruchsversuch entschlossen hatte.
Obwohl es auf Grund der verstrichenen Zeit kaum noch möglich war, Withöft bei dem kritischen Durchbruch durch die Tsushima-Straße Hilfe zu leisten, ging man bei der russischen Führung davon aus, dass Withöft der Durchbruch gelingen würde, und Konteradmiral Karl Jessen auf dem Panzerkreuzer Rossija wurde beauftragt, die drei Panzerkreuzer Rossija, Gromoboi und Rurik zum Rendezvous mit Withöft im Japanischen Meer zu führen. Als am Morgen des 14. August, nach mehr als 24 Stunden Fahrt und schon fast auf der Höhe von Pusan, noch immer kein Zeichen von Withöfts Flotte zu sehen war, befahl Jessen den Rückmarsch nach Wladiwostok.
Während der Nacht war Vizeadmiral Kamimura mit den vier modernen Panzerkreuzern Izumo, Azuma, Tokiwa und Iwate sowie den beiden Geschützten Kreuzern Naniwa und Takachiho in Gegenrichtung an dem russischen Verband vorbeigelaufen, ohne dass dies einer der beiden Seiten aufgefallen war. Seit 01:30 Uhr am 14. August war Kamimura wieder auf dem Rückmarsch von seiner nächtlichen Patrouille und lief nun mit direktem Kurs auf die russischen Kreuzer zu. Jessen hatte kaum Kurs auf Wladiwostok aufgenommen, als er die vier japanischen Panzerkreuzer vor sich sah. Seine Lage war ungemein schlecht: er war weit entfernt von seiner Basis; überlegene Feindkräfte versperrten ihm den Weg dorthin; es war früher Morgen an einem klaren Sommertag; und er hatte die aufgehende Sonne in den Augen.

## Das Gefecht

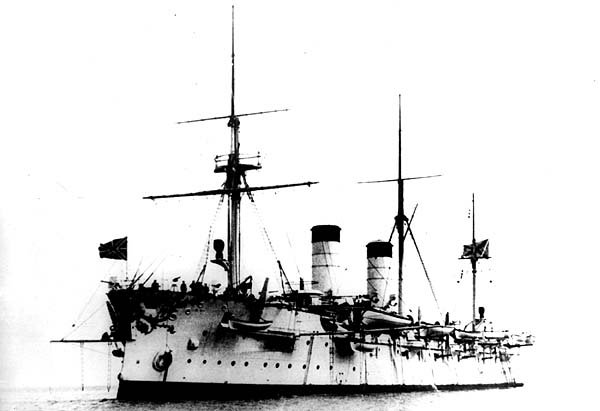
Russischer Panzerkreuzer Rurik

Um 05:20 Uhr am 14. August 1904 waren sich die Gegner bis auf etwa 8 km nahegekommen und eröffneten das Feuer. Dabei wurde die Rurik, das letzte und schwächste Schiff der russischen Formation, von den beiden letzten Schiffen der japanischen Formation beschossen. Die Rurik, schwer getroffen, verlor schon sehr bald fast alle ihre Offiziere und fiel zurück, leistete jedoch weiterhin verzweifelten Widerstand. Die beiden anderen russischen Schiffe, ebenfalls unter schwerem Beschuss, drehten ab und machten eine Kehrtwendung, damit die Rurik auf dem Gegenkurs wieder in die Kiellinie einscheren konnte. Aus nicht bekannten Gründen behielt Kamimura, dessen Kreuzer in dieser ersten Kampfphase wesentlich weniger Schaden erlitten hatten, während der russischen Kehrtwendung seinen Kurs bei, und sein verspäteter Kurswechsel nach einigen Minuten vergrößerte den Abstand zwischen den Kontrahenten zunächst noch weiter.

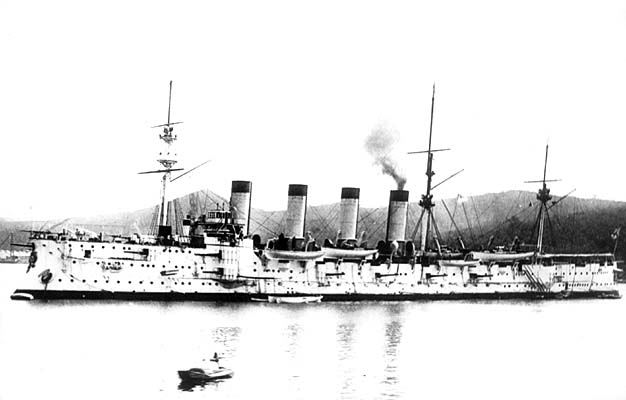
Russischer Panzerkreuzer Gromoboi

Die Rurik war nach einem Granateinschlag in ihrer Ruderanlage nicht mehr in der Lage, der Rossija und Gromoboi in der Schlachtordnung zu folgen. Obwohl ihre Lage aussichtslos war, versuchte Jessen dennoch, sie zu retten, indem er weiterhin mit ständigen Kurswechseln in ihrer Nähe manövrierte und das gegnerische Feuer auf sich zu ziehen versuchte. Dabei erhielten seine beiden verbliebenen Schiffe zunehmend schwere Treffer. Gegen 08:30 Uhr, als die Lage auf der Rurik hoffnungslos geworden war, wurde sie von ihrer Besatzung selbst versenkt. Laut russischer Berichterstattung geschah dies nicht auf Jessens Befehl, sondern auf den von Leutnant Iwanow, dem einzig überlebenden und 13. in der Rangfolge der seemännischen Offiziere der Rurik. Da Jessen keine Möglichkeit sah, die Überlebenden zu retten, drehte er ab und nahm Kurs auf Wladiwostok.
Kamimura verfolgte die russischen Kreuzer und erzielte weitere Treffer, aber auch die Iwate und Azuma wurden schwer getroffen. Trotz seiner klaren Überlegenheit und der offensichtlich schwer angeschlagenen Gegner brach Admiral Kamimura aber schon um 11:15 Uhr die Verfolgung ab, möglicherweise wegen Munitionsmangels, und nahm Kurs zurück nach Pusan.